# 高原町
高原町（日语：／ Takaharu chō */?）是位於日本宮崎縣西南部的一個城鎮屬西諸縣郡。為日本最美麗的村莊聯盟成員之一。

## 历史

### 沿革
- 1889年5月1日：實施町村制，設置高原村。
- 1934年10月5日：改制為高原町。

## 交通

### 鐵路
- 九州旅客鐵道
  - 吉都線：高原車站 - 廣原車站

### 道路
高速道路
- 宮崎自動車道：高原交流道

## 觀光資源

### 景點
- 高千穗峰
- 御池
- 狹野神社
- 霧島東神社
- 湯之元溫泉

## 教育

### 高等學校
- 宮崎縣立高原高等學校

## 外部連結
- （日語） 高原町商工會 （页面存档备份，存于）
- （日語） 小林市、高原町、野尻町合併協議會 （页面存档备份，存于）